# Tempus (banda)
Tempus é uma banda de pop rock cristão formada na cidade de Rio de Janeiro, RJ.
A banda foi fundada em 1991 por Marcelinho, Beto, Marcelo Magrão e Marquinho, sendo que a maior parte do grupo já convivia junto na mesma igreja desde a infância, atuando nas atividades do coral de adolescentes.
Em 1996, o grupo foi convidado para participar do CD Amém Gospel, produzido pela empresária Marlene Mattos, que no mesmo ano a lançou para o cenário nacional através de vários programas de TV, entre eles Xuxa Hits e Xuxa Park. A música "Deixa Deus Trabalhar" logo se tornou um dos grandes hits da música gospel nacional em menos de um mês de divulgação do projeto Amém Gospel.
Em 1999, a banda assina contrato com a gravadora AB Records, pertencente ao Pastor Ronaldo Barros, pai da cantora Aline Barros, e lança o álbum "A Verdade e a Vida".
Em 2006, a banda assina contrato com a gravadora Zekap Gospel, lançando no mesmo ano o cd "Mudando o Rumo de uma História", o qual trazia uma proposta musical diferente, influenciada pelo New Metal.
Após um hiato de cinco anos longe de estúdios, em 2012, o grupo voltou com uma nova formação para a gravação do álbum "Antes de nascer o Sol", uma coletânea com regravações de seus maiores sucessos.[carece de fontes?]

## Discografia
- (1996) - Amém Gospel (Rio Music)
- (1998) - Luz das Nações (Unno Records)
- (1998) - Jesus, La Luz de las Naciones (Unno Records)
- (1999) - A Verdade e a Vida (AB Records)
- (2003) - Sorria com Jesus (Top Gospel)
- (2006) - Mudando o Rumo de uma História (Zekap Gospel)
- (2012) - Antes de Nascer o Sol (Independente)